# 前榆站
前榆站是位于吉林省大安市西大洼乡的一个铁路车站，邮政编码131313。车站建于1966年，有通让铁路经过该站，现仅办理货运，不办理客运业务，车站及其上下行区间均未电气化。车站距离通辽站256公里，隶属沈阳铁路局，是四等站。
1. ↑  GB/T 10302-2010：中华人民共和国铁路车站代码（代替GB/T 10302-1988）．2010年9月2日公布，2010年12月1日实施．中华人民共和国国家质量监督检验检疫总局、中国国家标准化管理委员会: 36．